# 奧爾伯格 (亞利桑那州)
奧爾伯格（英語：Olberg）是位於美國亞利桑那州皮納爾縣的一個非建制地區。該地的面積和人口皆未知。

## 地理
奧爾伯格的座標為33°05′32″N 111°41′10″W / 33.09222°N 111.68611°W，而該地的平均海拔高度為399米（即1309英尺）。